# Karos gratiosus
Karos gratiosus is een hooiwagen uit de familie Stygnopsidae.